# Луї де Бофор
Луї де Бофор (фр. Louis de Beaufort; 6 жовтня 1703 — 11 серпня 1795) — французько-нідерландський історик, відомий своїм критичним підходом до історії Риму.

## Біографія
Народився в Гаазі у родині графа Франциса де Бофора, придворного канцлера князя Ліппе-Детмольда та Луїзи Марії Бразі, дочки професора Етьєна Бразі. Його братом був священник Даніель Корнелій де Бофор (1700—1788).
Луї де Бофор жив в Утрехті та Лейдені де працював особистим репетитором принца Гессен-Гомбургського під час навчання в Лейденському університеті (1739—1742). У 1738 році він опублікував в Утрехті «Дисертацію про невизначеність перших п'яти століть римської історії» (Dissertation sur l'incertitude des cinq prèmiers siècles de l'histoire romaine), в якій поставив під сумнів цінність навіть класичних джерел римської історії з найвищою репутацією, таких як Тіт Лівій і Діонісій Галікарнаський, за написання історії походження Стародавнього Риму, і вказав, якими методами та за допомогою яких документів може бути надана справді наукова основа його історії. Хоча це не був безпрецедентний аргумент, Бофорт наводив свою позицію особливо рішуче та виступав проти традиційних і менш критичних підходів, прийнятих істориками того часу, такими як Шарль Роллен. Німець Христофор Саксій намагався спростувати аргумент Бофорта в серії статей, опублікованих у томах I.-III. Miscellanea Liviensia. Бофор відповів деякими короткими та іронічними Зауваженнями в додатку до другого видання своєї Дисертації (1750).
У жовтні 1746 року він був обраний членом Лондонського королівського товариства і переїхав до Маастрихта, де й помер у 1795 році.
Він також написав Histoire de Cesar Germanicus (Leiden, 1761) і La République romaine, ou general de l'ancien gouvernement de Rome (Гаага, 1766, 2 vols quarto).
Хоча Бофорт не мав славу класика історичної науки, його визнають піонером у порушення питання, згодом розробленого Бертольдом Георгом Нібуром, щодо вірогідності ранньої римської історії та важливості критики джерел.